# いすゞ・W系エンジン
いすゞ・W系エンジンは、いすゞ自動車が製造するディーゼルエンジンである。

## 概要
いすゞの大型トラック「810」および「ギガ」に搭載される排気量12-16リットル級のエンジンである。各モデルともインタークーラーターボ付きで、直列6気筒、OHC、4バルブの構造は共通している。
なお、このエンジンのブロックはハーフスカートラダーフレーム構造で、クランクの暴れまわりを効果的に抑え込めるため騒音振動が低くなる。コストがかかるがおごった仕様ともいえる。

## 6WA1
内径132.9mm×行程145mm、排気量12,068cc。1992年に登場。当エンジン搭載車は型式に50が付く（例：KC-CYL50V2）。
287kW(390PS)の6WA1-TCS、265kW(360PS)の6WA1-TCC、243kW(330PS)の6WA1-TCNの3種がラインアップされた。出力はいずれも最終型の数値である。
「ギガ」全モデルの平成11年排出ガス規制への適合に伴い、2000年に製造終了した。

## 6WF1
内径147mm×行程140mm、排気量14,256cc。登場は1999年で後述の6WG1より遅い。当エンジン搭載車は型式に51が付く（例：PJ-CXZ51K6）。
当初は272kW(370PS)の6WF1-TCの1種のみだったが、2003年に243kW(330PS)の6WF1-TCNが追加された。
燃料噴射システムは当初TICS、2003年にコモンレール式に変更された。
「ギガ」全モデルの平成17年排出ガス規制への適合に伴い、2007年に製造終了した。

## 6WG1
内径147mm×行程154mm、排気量15,681cc。1997年に登場。当エンジン搭載車は型式に52が付く（例：PDG-CYZ52P8）。
2012年現在、382kW(520PS)の6WG1-TCS、338kW(460PS)の6WG1-TCC、309kW(420PS)の6WG1-TCN1（12AT・16MT用）/TCN2（7MT用）の4種がラインアップされている。2010年までは、294kW(400PS)の6WG1-TCRも製造されていた。
燃料噴射システムは2000年よりTCS・TCC型がコモンレール式を採用、2005年に全モデルがコモンレール式に変更された。
「ギガ」全モデルの平成21年排出ガス規制への適合に伴い、2010年に単車系（消防車除く）への搭載を終了、以後実質的にセミトラクタ専用モデルとなっている。